# Christine Winkler
Christine Winkler (...) è una sciatrice alpina austriaca paralimpica che ha rappresentato l'Austria alle Paralimpiadi invernali del 1980 e del 1984. Ha gareggiando in tre eventi nel 1980 e altri tre nel 1984, vincendo una medaglia in ognuno di loro, per un totale di tre medaglie d'oro e tre d'argento.

## Carriera
A Geilo, in Norvegia, alle Paralimpiadi invernali 1980, ha vinto tre medaglie d'argento nello slalom 1A (con un tempo di 1:29.56), slalom gigante 1A (tempo 2:48.10) e lo slalom nella categoria LW2 (in 1:32.12). Quattro anni più tardi, a Innsbruck in Austria, si è classificata al 1º posto, vincendo l'oro nello slalom gigante LW2 (con un tempo di tempo 1:38.57), discesa libera LW2 (tempo 1:17.6) e supercombinata LW2 (in 0:23.10).

## Palmarès

### Paralimpiadi
- 6 medaglie:
  - 3 ori (slalom gigante LW2[4], discesa libera categoria LW2[5] e supercombinata LW2 a Innsbruck 1984[6])
  - 3 argenti (slalom 1A[1], slalom gigante categoria 1A[2] e slalom LW2 a Geilo 1980[3])